# Qatar ExxonMobil Open 1999
Il Qatar ExxonMobil Open 1999  è stato un torneo ATP svoltosi a Doha, Qatar. Il torneo si è tenuto dal 4 gennaio all'11 gennaio.

## Vincitori

### Singolare maschile
Rainer Schüttler ha battuto in finale  Tim Henman con il punteggio di 6–4, 5–7, 6–1

### Doppio maschile
Alex O'Brien /  Jared Palmer hanno battuto in finale  Piet Norval /  Kevin Ullyett con il punteggio di 6–3, 6–4